# Lechria bengalensis
Lechria bengalensis är en tvåvingeart som beskrevs av Enrico Adelelmo Brunetti 1911. Lechria bengalensis ingår i släktet Lechria och familjen småharkrankar. Inga underarter finns listade i Catalogue of Life.